# Merkio ir Šalčios upių santaka
Merkio ir Šalčios upių santaka este o arie protejată (arie specială de conservare — SAC, sit de importanță comunitară — SCI) din Lituania întinsă pe o suprafață de 70 ha, integral pe uscat.

## Localizare
Centrul sitului Merkio ir Šalčios upių santaka este situat la coordonatele 54°20′35″N 24°49′47″E / 54.3431°N 24.8297°E.

## Înființare
Situl Merkio ir Šalčios upių santaka a fost declarat sit de importanță comunitară în martie 2009 pentru a proteja 2 specii de animale. Situl a fost protejat și ca arie specială de conservare în aprilie 2022.

## Biodiversitate
Situată în ecoregiunea boreală, aria protejată conține 7 habitate naturale: Cursuri de apă de la nivel de câmpie la nivel montan, cu vegetație Ranunculion fluitantis și Callitricho-Batrachion, Pajiști calcaroase din nisipuri xerice, Formațiuni ierboase bogate în specii de Nardus, dezvoltate pe substraturi silicioase în zone montane (și în zone submontane, în Europa continentală), Pajiști fino-scandinave uscate până la mezice, bogate în specii de altitudine mică, Liziere de ierburi înalte hidrofile de câmpie și de nivel montan până la alpin, Pajiști aluvionare boreale nordice, Fânețe de joasă altitudine (Alopecurus pratensis, Sanguisorba officinalis).
La baza desemnării sitului se află mai multe specii protejate de  nevertebrate (2): libelule (Leucorrhinia pectoralis), fluturele purpuriu (Lycaena dispar).
Pe lângă speciile protejate, pe teritoriul sitului au mai fost identificate 1 specie de plante.